# Trofeo Matteotti 1992
Il Trofeo Matteotti 1992, quarantasettesima edizione della corsa, si svolse il 2 agosto 1992 su un percorso di 201 km, con partenza e arrivo a Pescara, in Italia. La vittoria fu appannaggio dello svizzero Beat Zberg, che completò il percorso in 5h20'35", alla media di 37,619 km/h, precedendo l'italiano Marco Lietti e il venezuelano Leonardo Sierra.

## Ordine d'arrivo (Top 10)
| Pos. | Corridore         | Squadra                | Tempo    |
| ---- | ----------------- | ---------------------- | -------- |
| 1    | Beat Zberg        | Helvetia-La Suisse     | 5h20'35" |
| 2    | Marco Lietti      | Ariostea               | s.t.     |
| 3    | Leonardo Sierra   | ZG Mobili-Selle Italia | s.t.     |
| 4    | Gianni Faresin    | ZG Mobili-Selle Italia | a 0'12"  |
| 5    | Alberto Elli      | Ariostea               | a 0'14"  |
| 6    | Davide Cassani    | Ariostea               | s.t.     |
| 7    | Massimo Ghirotto  | Carrera Jeans-Vagabond | s.t.     |
| 8    | Roberto Gusmeroli | GB-MG Maglificio       | s.t.     |
| 9    | Giancarlo Perini  | Carrera Jeans-Vagabond | s.t.     |
| 10   | Flavio Vanzella   | GB-MG Maglificio       | a 0'48"  |